# Renée Elzière
Scènes principales
Opéra d'Avignon
Renée Anaïs Elzière, dite Renée Elzière, est une danseuse française, née le 25 février 1926 à Villeneuve-lès-Avignon et morte le 8 juillet 2016 à Avignon. Elle a été une danseuse étoile du ballet de l'Opéra d'Avignon. 

## Biographie
Début mai 1942, Renée Elzière, en compagnie de P.Laborde, interprète, mime et danse le Prélude du Déluge de Saint-Saëns lors du gala de danses Santet-Campana à l'Opéra d'Avignon.
Au grand gala artistique du 19 décembre 1947 à l'Opéra d'Avignon au bénéfice du Timbre Antituberculeux, sous la direction de la maîtresse de ballet Rose Zetti, Renée Elzière participe au grand ballet de Faust de Charles Gounod : La Nuit de Valpurgis , avec Véra Centowska, Pépé Auzac, Henriette Blanc, Josette Labattut et trois quadrilles,.

## Répertoire
- Le Prélude du Déluge de Saint-Saëns[3]
- La Favorite[6]
- La Source[5]
- Faust de Charles Gounod[5]